# سایپکر
سایپْکُر (به انگلیسی: Cypecore) یک گروه موسیقی در سبک ملودیک دث متال می‌باشد که در سال ۲۰۰۷ و در کشور آلمان در شهر مانهایم تشکیل شد.گروه تا کنون  چهار آلبوم مستقل استدیویی منتشر ساخته است.

## آلبوم شناسی
- (Innocent (۲۰۰۸
- (Take the Consequence (۲۰۱۰
- (Identity (۲۰۱۶
- (The Alliance (۲۰۱۸

- Make Me Real (۲۰۲۴)

## اعضای گروه
- Dominic Christoph: خواننده
- Nils Lesser: گیتار
- Evan k: گیتار
- Chris Heckel: گیتار بیس
- Tobias Derer: درامز